# José Tomás Nabuco de Araújo
José Tomás Nabuco de Araújo (Salvador, 1813 – Rio de Janeiro, 1878) è stato un politico brasiliano.
Fu titolare del dicastero della Giustizia dal 1853 al 1857 e presto divenne ministro. Fu tra i primi sostenitori dell'abolizionismo e padre del celebre scrittore Joaquim Nabuco.